# Zenaida galapagoensis
La tórtola galapágica, tórtola de las Galápagos, tórtola de Galápagos, paloma de Galápagos o zenaida de Galápagos (Zenaida galapagoensis) es una especie de ave de la familia de las tórtolas y palomas (Columbidae) perteneciente al género Zenaida. Es endémica de las islas Galápagos.
Z. g. exsul se distribuye por las islas Wolf y Darwin. Z. g. galapagoensis se distirbuye por el resto de las islas principales del archipiélago.
Habita en zonas áridas, rocosas y poco arboladas. Su dieta se compone sobre todo de semillas, aunque la complementa con invertebrados y flores de cactus.

## Distribución y hábitat
Habitan en tierras bajas rocosas, árboles, arbustos y cactus dispersos.

### Alimentación
Los picos largos y curvados hacia abajo de la paloma de Galápagos la ayudan a alimentarse principalmente de semillas y frutos del suelo. Muy reacio a volar, solo lo hará como último recurso. Las palomas de Galápagos pasan la mayor parte de su tiempo en el suelo buscando comida, principalmente alimentándose de semillas, orugas y flores y pulpa de cactus Opuntia.
En las islas donde no hay abejas, los cactus Opuntia han desarrollado espinas más suaves. Esto puede permitir que las aves, incluida la paloma, tengan un mejor acceso a las flores, y la actividad de las aves puede polinizar las flores.
La mayoría de las palomas trituran las semillas antes de comerlas, pero ingieren algunas semillas enteras, algunas de las cuales sobreviven a la digestión, lo que convierte al ave en una fuente de distribución de plantas en las Galápagos.

### Supervivencia
Como especie endémica de la isla, las palomas de Galápagos corren un alto riesgo de enfermedades introducidas y depredadores. Las enfermedades introducidas incluyen Trichomonas gallinae (quizás propagada desde la paloma bravía o la tórtola del continente), y Haemoproteus malaria (que se encontró en más del 85% de las aves en Isla Española). Chlamydia psittaci también es una amenaza. Las enfermedades introducidas también pueden propagarse desde la paloma de Galápagos a otras especies en el ecosistema del archipiélago, como los piojos, que pueden propagarse a los cernícalos de las Galápagos cuando las palomas son presas. Los piojos sirven entonces como vectores de enfermedades.